# Cosmarium quadratum
Cosmarium quadratum  là một loài Song tinh tảo trong họ Desmidiaceae, thuộc chi Cosmarium.